# Samuel Huntington (politik)
Samuel Huntington (16. července 1731 Windham – 5. ledna 1796 Norwich) byl právník, státník a patriot v době americké revoluce v Connecticutu. Jako delegát kontinentálního kongresu podepsal Deklaraci nezávislosti a stanovy Konfederace Články Konfederace. Od roku 1779 do roku 1781 působil také jako prezident kontinentálního kongresu, v roce 1781 byl prezident Kongresu Spojených států, nejvyšší soudce Nejvyššího soudu v Connecticutu v letech 1784 až 1785 a 18. guvernér státu Connecticut v letech 1786 až do své smrti.

## Osobní život

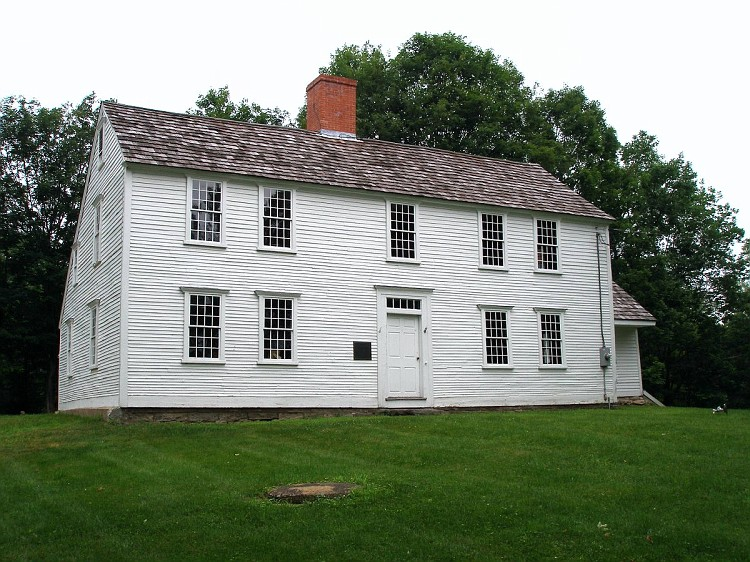
Rodný dům Samuela Hungtingtona, Scotland, Connecticut

Erb Samuela Huntingtona

Samuel Huntington se narodil manželům Nathanielovi a Mehetabel Huntington 16. července, 1731 ve Windhamu v Connecticutu (jeho rodiště se nyní nazývá Scotland, město ve Windham County, Connecticut, které se od Windhamu v roce 1857 odtrhlo). Byl čtvrtým z deseti dětí, ale nejstarším synem. Měl omezené vzdělání na veřejných školách, své další vzdělání si doplňoval sám. Když bylo Samuelovi šestnáct let, učil se bednářem, ale i nadále pomáhal svému otci na farmě. Jeho vzdělání pocházelo z knihovny Rev. Ebenezera Devotiona a knih vypůjčených od místních právníků.
V roce 1754 se Samuel přestěhoval se do Norwiche v Connecticutu, kde začal pracovat jako právník. V roce 1761 se oženil s Marthou Devotion (Ebenezerova dcera). Zůstali spolu až do její smrti v roce 1794. Neměli vlastní děti, takže když zemřel jeho bratr (Rev. Joseph Huntington), adoptovali synovce a neteř. Vychovávali Samuela H. Huntingtona a Frances jako své vlastní.

## Politická kariéra
Svou politickou kariéru začal v roce 1764, kdy ho město Norwich poslal jako jednoho ze svých zástupců do dolní komory „Connecticut Assembly“. Pracoval zde až do roku 1774. V roce 1775 byl zvolen do horní komory tohoto orgánu, v této funkci pracoval do roku 1784. Kromě výkonu funkce v zákonodárném sboru byl v roce 1768 jmenován Kingovým právním zástupcem pro Connecticut a v roce 1773 byl jmenován nejvyšším soudem kolonie, tehdy známým jako „Supreme Court of Errors“. Od roku 1784 do roku 1787 byl hlavním soudcem Nejvyššího soudu.
Huntington byl otevřeným kritikem donucovacích aktů britského parlamentu. V důsledku toho jej shromáždění v říjnu 1775 zvolilo, aby se stal jedním z jejich delegátů druhého kontinentálního kongresu. V lednu 1776 odcestoval spolu s Rogerem Shermanem a Oliverem Wolcottem do Filadelfie jako delegát za stát Connecticut. Podepsal Deklaraci nezávislosti a Články Konfederace. Během kongresu onemocněl neštovicemi.

### Prezident kontinentálního kongresu
Huntingtonova stálá tvrdá práce a neochvějný klidný způsob komunikace, přestože neproslul širokým vzdělání ani brilantním řečnickým uměním, mu získal respekt ostatních delegátů. Výsledkem bylo, že když John Jay odcestoval do Španělska jako diplomat, Huntington byl 28. září 1779 zvolený jako President kontinentálního kongresu. To je důvodem proč je někdy považován za prvního amerického prezidenta. Prezident kongresu byla spíše ceremoniální pozice bez skutečné autority, ale úřad vyžadoval od Huntingtona zvládnout hodně korespondence a podepisovat úřední dokumenty. Během doby, kdy pracoval jako prezident Kongresu naléhat na ostatní státy a jejich úřady, aby finančně podporovaly armádu a poskytovaly peníze na válečné výdaje během americké revoluce. Články konfederace byly během jeho funkčního období konečně ratifikovány.
Huntington zůstal prezidentem Kongresu až do 9. července 1781, když ho špatné zdraví donutilo rezignovat a vrátit se do Connecticutu. V roce 1782 ho Connecticut znovu jmenoval jako delegáta, ale jeho zdravotní potíže a povinnosti soudce mu zabránili funkci přijmout. Vrátil se do Kongresu jako delegát zasedání v roce 1783, aby viděl úspěch revoluce ztělesněné v Pařížské smlouvě.

### Guvernérem Connecticutu
V roce 1785 byl zvolen do funkce tajemníka guvernéra státu Connecticut Matthewa Griswolda. V roce 1786 se po Griswoldovi stal guvernérem. Guvernérem byl opakovaně volen až do své smrti v roce 1796. V roce 1788 jako prezident kongresu podepsal „Connecticut Convention“, vedoucí k ratifikaci ústavy Spojených států. Vyřešil otázku trvalého státního kapitálu v Hartfordu (Treaty of Hartford). Zemřel ve své kanceláři 5. ledna 1796. Jeho hrobka byla rozsáhle renovována podle projektu z roku 2003, a nachází se na Old Norwichtown Cemetery za jeho domem.